# Felix Brenner (Footballspieler)
Felix Brenner (* 1987 oder 1988) ist ein ehemaliger deutscher American-Football-Spieler und aktueller -Trainer.

## Laufbahn
Brenner spielte ab 2001 im Nachwuchsbereich der Schwäbisch Hall Unicorns, später ging er für ein Jahr in die Vereinigten Staaten und besuchte dort die Waynesfield-Goshen High School (Bundesstaat Ohio). Ab 2007 war er Mitglied von Schwäbisch Halls Herrenmannschaft, dort gehörten seine Brüder Simon und Johannes zu seinen Mannschaftskollegen. 2011 und 2012 gewann der Wide Receiver mit den Hallern die deutsche Meisterschaft. Nach dem Ende des Spieljahres 2015 trat er als Spieler zurück. Ab 2019 wurde er im Trainerstab der Haller Mannschaft für die Betreuung der Runningback-Position zuständig. Ende 2022 übernahm er die Position des Offensive Coordinator der Unicorns.

### Nationalmannschaft
Er gehörte zum deutschen Aufgebot bei der Weltmeisterschaft 2011 und erreichte dort den fünften Platz.